# Huesa (ort)
Huesa är en ort i Spanien.   Den ligger i provinsen Provincia de Jaén och regionen Andalusien, i den södra delen av landet, 300 km söder om huvudstaden Madrid. Huesa ligger 644 meter över havet och antalet invånare är 2 734.
Terrängen runt Huesa är kuperad åt sydväst, men åt nordost är den bergig. Runt Huesa är det glesbefolkat, med 18 invånare per kvadratkilometer. Närmaste större samhälle är Cazorla, 17,9 km norr om Huesa. Trakten runt Huesa består till största delen av jordbruksmark.